# Медаль Золотого юбилея королевы Елизаветы II
Медаль Золотого юбилея королевы Елизаветы II – юбилейная медаль Великобритании и стран Содружества, выпущенная в 2002 году по случаю празднования 50-летия восшествия на трон королевы Елизаветы II.
Во всех странах Содружества медаль имела одинаковый вид, за исключением Канады, где аверс и реверс медали отличался исполненным дизайном, имел уникальные элементы.
В каждой из стран Содружества медаль имеет своё определённое место в национальной наградной системе.

## История
Медаль была учреждена 6 февраля 2002 года для вручения подданным Великобритании и гражданам стран Содружества (кроме Новой Зеландии).
До 2002 года уже существовала практика изготовления коронационных медалей и медалей юбилеев восшествия на престол предыдущих монархов Великобритании. Единственное, что должно было сделать Правительство Великобритании – это определить то количество медалей, которое получала каждая из стран Содружества. Решение о том, кто будет поощрён данной медалью, принималось уже на уровне национальных правительств.
Таким образом медаль была отчеканена на королевском монетном дворе в количестве:
- 400 000 для Великобритании
- 6 для Австралии
- 46 000 для Канады

Медаль носится на левой стороне груди

## Описание

### для Великобритании
Медаль золотого юбилея королевы Елизаветы II изготовлена из позолоченного мельхиора и имеет форму круга диаметром 32 мм. В центре коронованный короной святого Эдуарда профиль королевы Елизаветы II, по окружности от которого надпись: «ELIZABETH II DEI GRA. REGINA FID. DEF.» (сокращение от латинского «Елизавета II, милостью Божьей, Королева, Защитница Веры»)
На реверсе медали гербовой коронованный щит Великобритании по сторонам от которого даты: «1952» и «2002».

### для Канады
Медаль изготовлена из позолоченной бронзы и имеет форму круга диаметром 32 мм. На аверсе коронованный королевской диадемой профиль королевы Елизаветы II, по окружности от которого надпись: «QUEEN OF CANADA • REINE DU CANADA» (на английском и французском языках «Королева Канады»). Реверс медали несёт на себе стилизованный кленовый лист, в центре которого королевская монограмма, справа и слева даты «1952» и «2002», сверху корона святого Эдуарда, внизу, по окружности надпись «CANADA».

### Лента
Лента медали муаровая синяя с красными полосками по краям и по центру шириной 1 мм. К центральной полоске по бокам примыкают белые полоски шириной 7 мм.